# چکچک دمگاه‌سرخ
چکچک دُمگاه‌سرخ (نام علمی: Oenanthe moesta) نام یک گونه از سرده چکچک‌ها است.